# Immigration and Nationality Act
Der Immigration and Nationality Act (INA; deutsch: Einwanderungs- und Nationalitätsgesetz; auch: McCarran-Walter Act) ist ein US-amerikanisches Bundesgesetz aus dem Jahr 1952, das die Einwanderung in die Vereinigten Staaten regelt.

## Allgemeines
Der INA beschränkt die Einwanderung in die USA und ist kodifiziert unter dem Titel 8 des United States Code. Das Gesetz regelt die Einwanderung in die USA und die amerikanische Staatsbürgerschaft. Vor Inkrafttreten des INA bestanden zur Regelung der Einwanderung bereits verschiedene Statuten, die jedoch nicht innerhalb eines Textkorpus organisiert waren.

## Hintergrund, Geschichte und Bestimmungen
Benannt ist das Gesetz nach seinen Initiatoren, dem Senator Pat McCarran aus Nevada und dem Kongressabgeordneten Francis E. Walter aus Pennsylvania, beide Mitglieder der Demokraten. Präsident Harry S. Truman erhob sein Veto gegen die Gesetzesvorlage, die er als „unamerikanisch“ und diskriminierend betrachtete. Im Repräsentantenhaus wurde es jedoch mit 278:113 Stimmen angenommen, im Senat mit 57:26 Stimmen. Ohne Trumans Unterschrift wurde das Gesetz am 11. Juni 1952 verabschiedet.
Rassenbeschränkungen, die bis dahin noch bestanden, wurden im INA abgeschafft, ein Quotensystem wurde jedoch beibehalten, und die Politik, die Zahl der Einwanderer aus bestimmten Ländern zu beschränken, wurde fortgeführt. Der INA legte darüber hinaus fest, welche ethnischen Gruppen bei der Einwanderung zu bevorzugen seien. Bevorzugt werden auf der Grundlage des Gesetzes generell auch Bewerber mit besonderer beruflicher Qualifikation.
Der INA definiert drei Typen von Einwanderern: 1. Verwandte von amerikanischen Staatsbürgern, die von der Quotenregelung ausgenommen werden und ohne Einschränkungen einreisen können, 2. Sonstige Einwanderer, deren Zahl pro Jahr nicht größer als 270.000 sein darf; 3. Flüchtlinge.
Das Gesetz erlaubt es der Regierung, Einwanderer oder eingebürgerte Amerikaner, die in subversive Aktivitäten involviert sind, auszuweisen, und Personen, die solcher Aktivitäten verdächtigt werden, nicht in die USA einreisen zu lassen. Diese Bestimmung wurde bis zu ihrer Abschaffung im Jahre 1990 benutzt, um Mitglieder, ehemalige Mitglieder und Mitläufer der Kommunistischen Partei an der Einreise in die USA zu hindern. Darunter befanden sich auch zahlreiche prominente Persönlichkeiten wie der spätere kanadische Ministerpräsident Pierre Trudeau, der Soziologe Tom B. Bottomore, der Kulturwissenschaftler Ángel Rama, der Philosoph Michel Foucault, die Literatur-Nobelpreisträger Gabriel García Márquez, Pablo Neruda und Carlos Fuentes sowie die Schriftsteller Graham Greene, Doris Lessing, Dennis Brutus, Farley Mowat, Kobo Abe, Julio Cortázar, Mahmud Darwisch, Dario Fo und Jan Myrdal.
Einzelne Teile des INA sind bis auf den heutigen Tag geltendes Recht; ein Großteil seiner Bestimmungen wurde jedoch durch den Immigration and Naturalization Services Act of 1965 außer Kraft gesetzt.
Veranlasst durch die Terroranschläge am 11. September 2001, wurde der INA vom März 2003 an grundlegend neugefasst, wobei vor allem solche Bestimmungen aufgenommen wurden, die es erlauben, terrorismusverdächtige Personen an der Einreise in die USA zu hindern bzw. sie aus den USA auszuweisen. Diese Revisionen haben in den Medien und in der Wissenschaft viel Beachtung gefunden.